# Кані-Кузан
Кані-Кузан (перс. کانی‌قوزان) — село в Ірані, входить до складу дехестану Ровзех-Чай у Центральному бахші шахрестану Урмія провінції Західний Азербайджан.